# Woody Johnson

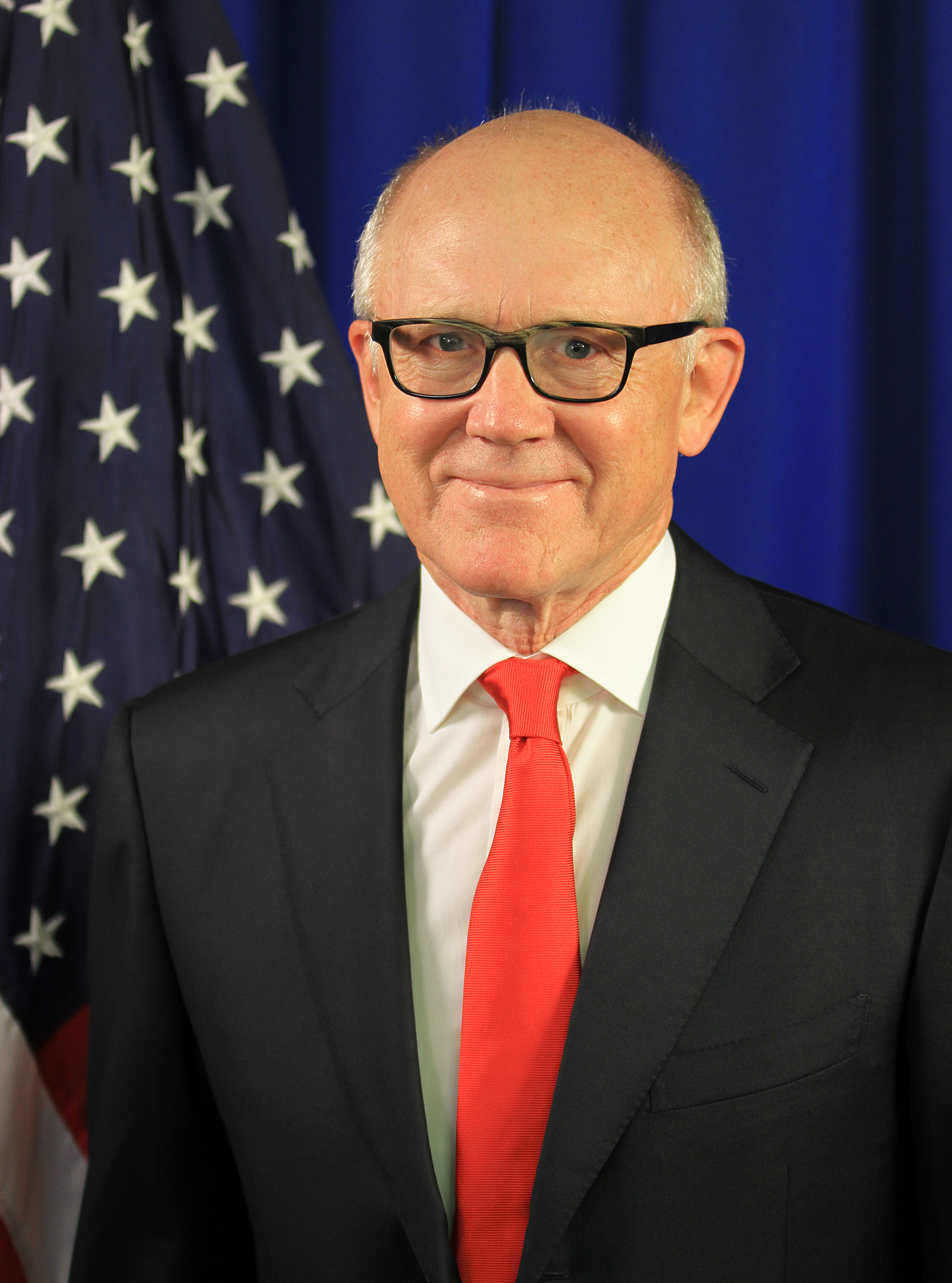
Woody Johnson, 2017

Robert Wood „Woody“ Johnson IV (* 12. April 1947 in New Brunswick, New Jersey) ist ein US-amerikanischer Unternehmer. Er war von 2017 bis 2021 US-Botschafter im Vereinigten Königreich. Sein Vermögen wird auf 6,3 Mrd. US-Dollar geschätzt (Stand: März 2016). Er ist Eigentümer des NFL-Teams New York Jets. 

## Leben
Johnson wurde als Urenkel von Robert Wood Johnson I, einem der Gründer von Johnson & Johnson, geboren. Er studierte an der University of Arizona, wo er sich den Rücken brach, nachdem er alkoholisiert von einer Brücke urinierte und dabei von der Brücke fiel. Er war danach zeitweise gelähmt und für mehrere Monate in medizinischer Behandlung. Er hatte nie Ambitionen, in das Familienunternehmen einzusteigen. Nach dem Abschluss unternahm er Investitionen in die Kabelfernsehbranche und in Immobilien in Florida, wo er aufwuchs, ehe er im Jahr 1984 nach New York zog. Dort begann er, Investitionen für Familienmitglieder zu tätigen. Im Jahr 2000 erwarb er für 635 Mio. US-Dollar das NFL-Franchise New York Jets, nachdem der langjährige Vorbesitzer Leon Hess verstorben war.
Am 19. Januar 2017 nominierte ihn US-Präsident Donald Trump als Nachfolger von Matthew Barzun zum US-Botschafter in Großbritannien und war vom 29. August 2017 bis zum 20. Januar 2021 als Botschafter im Vereinigten Königreich akkreditiert. Während dieser Zeit ruhte seine Tätigkeit als Eigentümer der New York Jets und sein Bruder Christopher vertrat ihn.

## Privatleben
Johnson war zweimal verheiratet. In seiner ersten Ehe aus dem Jahr 1979 mit einem Model bekam er drei Töchter, wovon eine im Jahr 2010 an einer Ketoazidose verstarb. Im Jahr 2001 wurde die erste Ehe geschieden. Im Jahr 2009 ehelichte er eine ehemalige Schauspielerin, mit der er zuvor bereits zwei Söhne bekam. Er ist Anhänger der Republikanischen Partei und einer ihrer größten Spender. Nachdem er im Jahr 2015 bei der Findung eines Präsidentschaftskandidaten in den Vorwahlen noch Unterstützer von Jeb Bush gewesen war, unterstützte er später auch den republikanischen Kandidaten Donald Trump. Zuvor unterstützte er auch George W. Bush, John McCain und Mitt Romney.